# Адамс, Эдгар
Э́дгар Холмс А́дамс (англ. Edgar Holmes Adams; 7 апреля 1868, Графтон, Западная Виргиния — 5 мая 1940, Бейвилл, Нью-Йорк) — американский пловец и прыгун в воду, серебряный призёр летних Олимпийских игр 1904 года.
На Олимпийских играх 1904 года в Сент-Луисе Адамс соревновался в двух водных видах спорта. В прыжках в воду он выиграл серебряную медаль в прыжке на дальность. В плавании он занимал четвёртые места в гонках на 220 ярдов, 880 ярдов и эстафете 4×50 ярдов и не финишировал в заплыве на 1 милю (все четыре — вольным стилем).
С марта 1912 по июль 1915 года был редактором журнала «Нумизмат» Американской нумизматической ассоциации.